# إدوارد ميتشيل بانستر
إدوارد ميتشيل بانستر (بالإنجليزية: Edward Mitchell Bannister) هو فنان تشكيلي ورسام أمريكي، ولد في 2 نوفمبر 1828 في نيو برونزويك في كندا، وتوفي في 9 يناير 1901 في بروفيدنس في الولايات المتحدة بسبب نوبة قلبية.

## سيرته الذاتية
وُلد بانستر في سانت أندرو في نيو برونزويك وانتقل إلى نيو إنجلاند في أواخر أربعينيات القرن التاسع عشر، حيث استقر لبقية حياته. اشتهر بانستر في المجتمع الفني في المكان الذي اختاره موطنًا له في بروفيدنس، رود آيلاند، وحظي بإعجاب عالم الفن في الساحل الشرقي الأوسع. فاز بميدالية برونزية عن لوحته الزيتية الكبيرة «أسفل السنديانة» في معرض فيلادلفيا المئوي المُقام عام 1876. لكنه أصبح في طي النسيان لنحو قرن من الزمان لأسباب مختلفة، ولا سيما التحيز العنصري. بدأ بانستر مسيرته المهنية الرسمية فنانًا عندما قلل مقال في صحيفة نيويورك هيرالد عام 1867 من شأنه وعمله، مشيرًا إلى «[...]التقدير الذي يحصل عليه الزنوج لأعمالهم الفنية على الرغم من وضوح عدم قدرتهم على ابتكاره». قبل امتهان الرسم، عمل بانستر حلاقًا وفي مجال التصوير الملون. في أواخر عام 1850، حضر محاضرات ألقاها ويليام ريمر، النحات المشهور بدقته في تقديم الشكل البشري. طيلة مسيرة بانستر المهنية، استوحى الإلهام من لوحات ويليام موريس هنت المتأثر بمدرسة باربيزون والتي درسها في أوروبا وأقام العديد من المعارض العامة في بوسطن نحو ستينيات القرن التاسع عشر. على الرغم من التزامه بالحرية والمساواة في الحقوق بين الأمريكيين من أصل أفريقي، اختار ألا يدخل تلك القضايا في عمله، وأن يتبنى بدلًا من ذلك فلسفة روحية وأسلوبًا تعبيريًا فرديًا يمثل الانسجام والحرية على مستوى أكثر عالمية.
مع تطور مسيرة بانستر المهنية، حصل على العديد من التكريمات، بعضها من رابطة ماساتشوستس للأعمال الخيرية. كان أكبر من قدم له الدعم والدته، والتي شجعت شغفه بالفنون منذ البداية، وزوجته التي كانت ناشطة. ناضل بانستر وزوجته كريستينا، وهم من أنصار إلغاء عقوبة الإعدام، من أجل حصول الجنود السود على أجر متساو أثناء الحرب الأهلية، ونظما معرض إغاثة الجنود في عام 1864. في عام 1880، انضم بانستر إلى جانب مجموعة من الفنانين المهنيين والهواة وجامعي التحف لتأسيس نادي بروفيدنس الفني لتشجيع تقدير الفن في المجتمع. كان بانستر الفنان الأميركي الأفريقي الرائد الوحيد في أواخر القرن التاسع عشر الذي طور مواهبه من دون الاستفادة من الانفتاح الأوروبي.
على الرغم من أن بانستر اشتهر أساسًا بفن التصوير الطبيعي والبحري، أنجز بورتريهات ومشاهد إنجيلية وأسطورية ونوعية. كان بانستر مثقفًا ذاتي التعلم، وكانت ميوله الأدبية نموذج الرسام الفيكتوري المتعلم، بما في ذلك إدموند سبنسر وفيرجيل وجون راسكن وألفريد تنيسون، والذي يمكن استقصاء أعمالهم في أبرز أعمال بانستر. عكس عمله تركيبة وحالة وتأثيرات الرسامين الفرنسيين الباربيزون كجان بابتيست كامي كورو، وجان فرانسوا ميليه، وتشارلز فرانسوا دوبينيي. كان لديه انجذاب نحو الفكر الأمريكي الأصلي.
توفي بانستر بأزمة قلبية في عام 1901 أثناء حضوره اجتماع صلاة في كنيسته، كنيسة المعمدان الحر في شارع إلموود. ودُفن في المقبرة الشمالية في بروفيدنس.

## إرثه
مع نشوب حركة الحقوق المدنية في سبعينيات القرن العشرين، احتُفل بأعمال بانستر وجُمعت مجددًا. في عام 1978، خصصت كلية رود آيلاند معرض الفنون الخاص بها والذي كان اسم بانستر ضمنه: «أربعة من بروفيدنس ~ ألستون، بانستر، جينينجز وبروفيت». حضر هذا الحدث شخصيات سياسية بارزة آنذاك وأبدوا تعليقاتهم بشأنه، وحظي بدعم لجنة رود آيلاند للآداب وجمعية رود آيلاند التاريخية.
سُمّي معرض إدوارد ميتشيل بانستر في كلية رود آيلاند تيمنًا ببانستر.
تجمع المؤرخة آن لويز أفيري حاليًا أول فهرس فني وسيرة رئيسية عن عمل بانستر. لمزيد من التفاصيل، انظر المؤسسة الوطنية للبحوث الفنية.

## منزله
يقع منزل بانستر في شارع بينيفولنت 93 في بروفيدنس، حيث عاش بانستر بين عامي 1884 و1899، وأصبح ملكًا لجامعة براون حتى عام 2016. جددت جامعة براون العقار وأعادته إلى مظهره الأصلي، وبيع للبروفيسور جيف هوانغ كجزء من برنامج جامعة براون لملكية المنازل.

## معرض صور

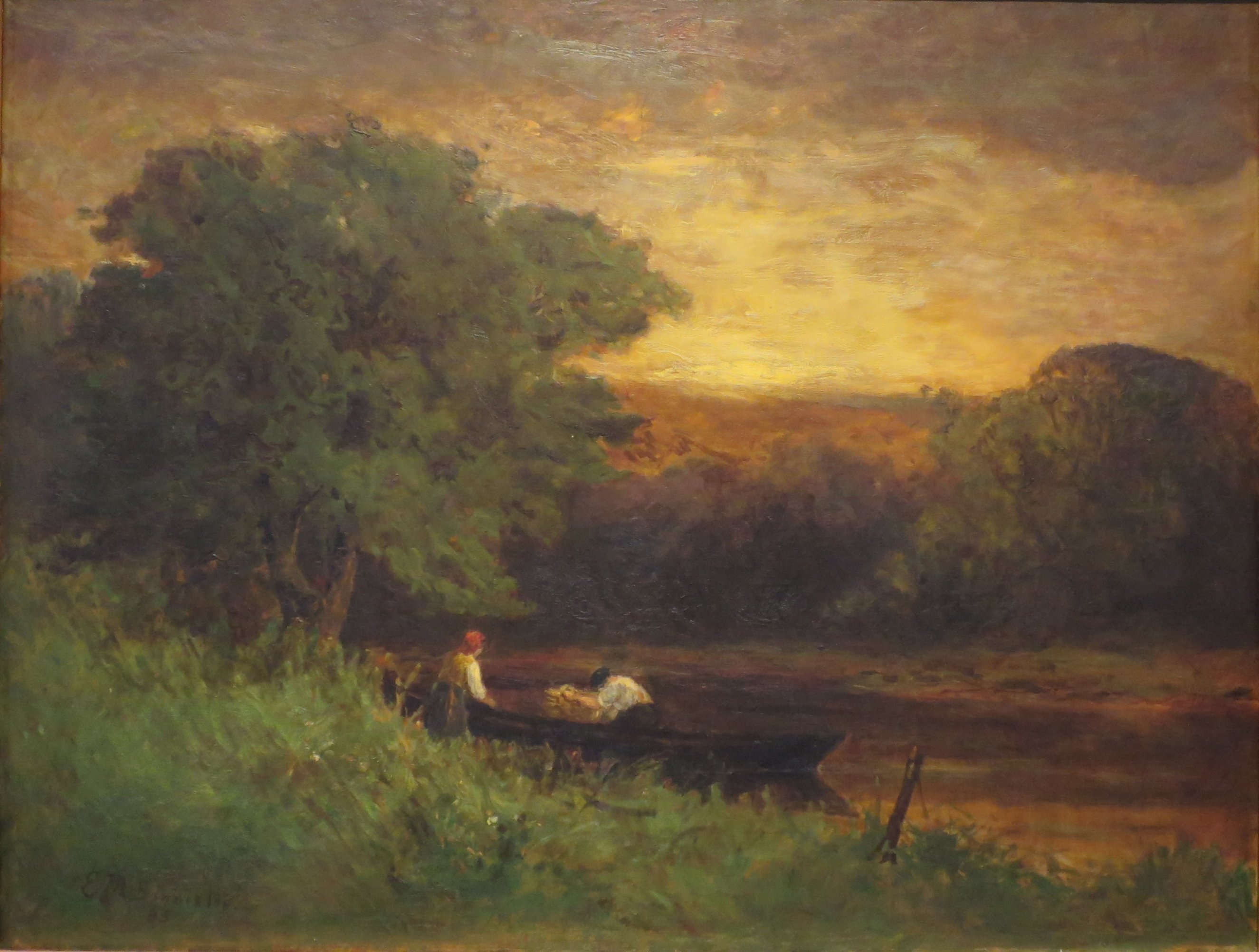
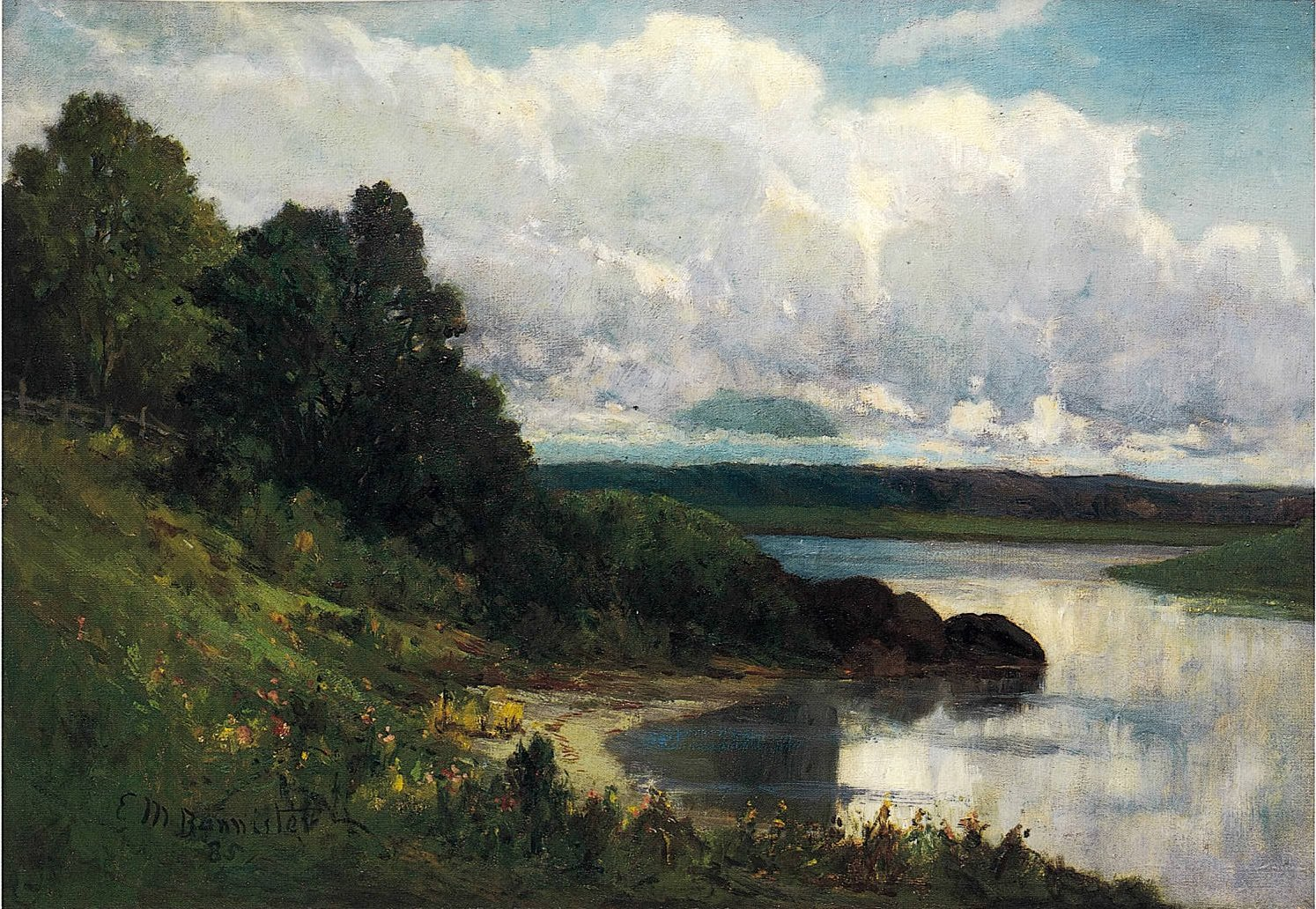
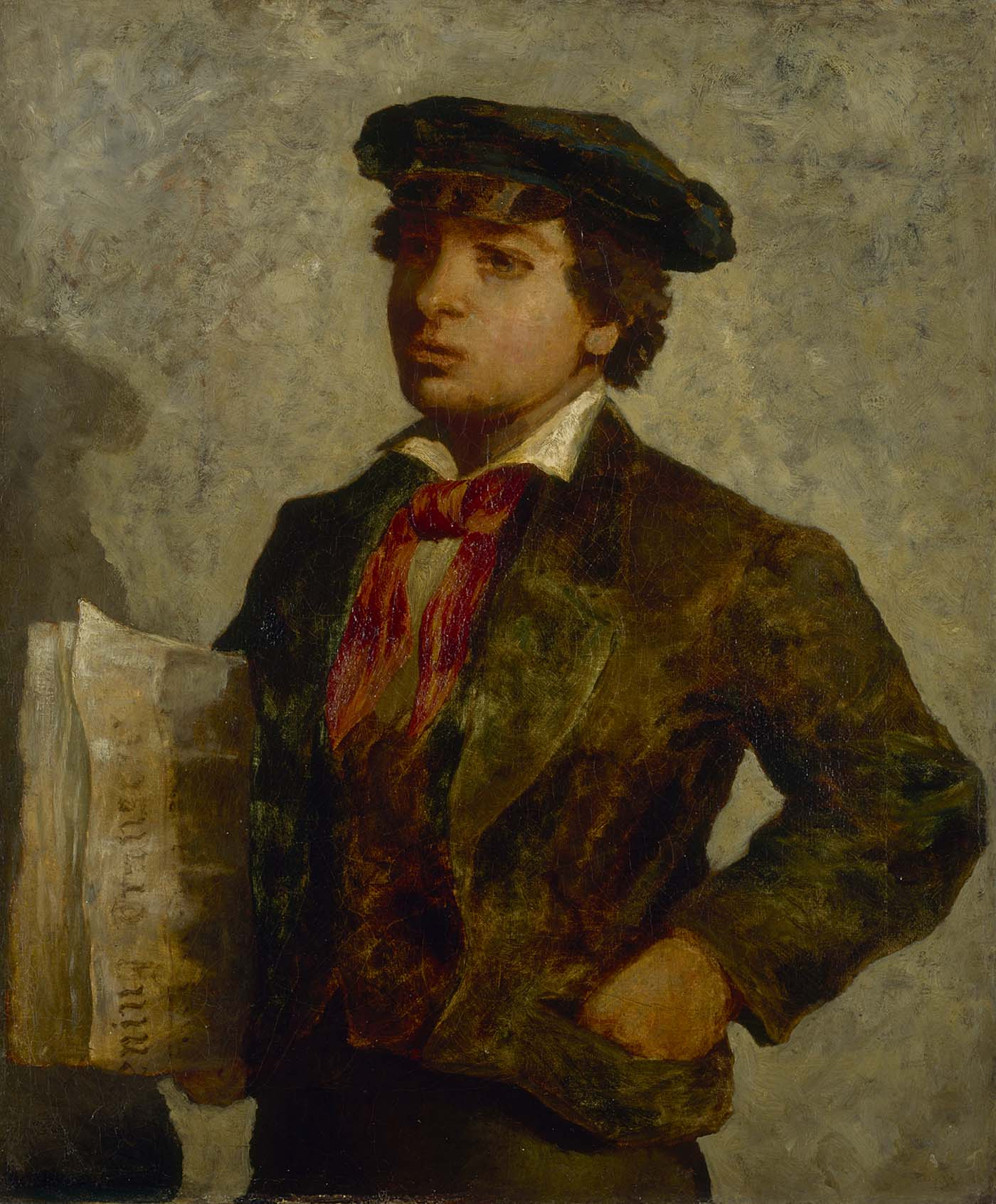
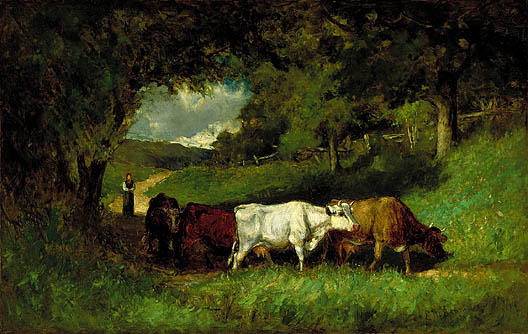
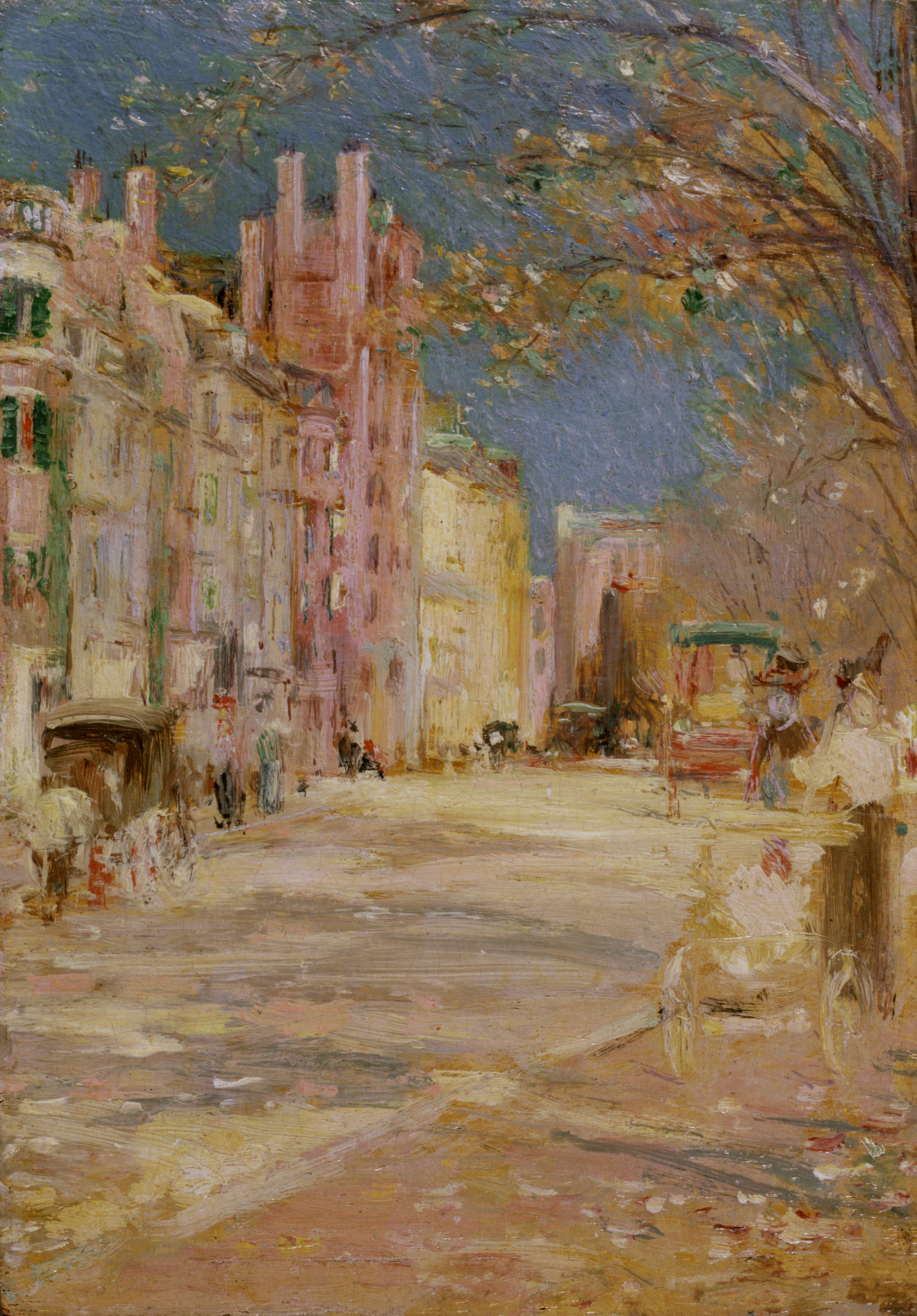